# بيتر ريتشاردسون (سياسي)
بيتر ريتشاردسون (بالإنجليزية: Peter Richardson)‏ هو طبيب التوليد والنساء وسياسي أسترالي، ولد في 23 يناير 1939 في أستراليا. حزبياً، نشط في الحزب الليبرالي الأسترالي ( – أكتوبر 1977) وProgress Party (Australia) ‏ (أكتوبر 1977 – ). وقد انتخب عضو مجلس النواب الأسترالي عن دائرة Division of Tangney ‏ (13 ديسمبر 1975 – 10 نوفمبر 1977).